# Монгольский государственный университет
Монгольский государственный университет (монг. Монгол Улсын Их Сургууль) — старейший университет Монголии, расположен в городе Улан-Батор.

## История
Монгольский государственный университет был создан в 1942 году. Первоначально имел 3 факультета — педагогический, медицинский и зоо-ветеринарный. Первым ректором стал Базарын Ширендыб. В 1946 году состоялся первый выпуск — 46 человек.
В 1947 году открыт факультет социальных наук с отделениями истории и экономики. В 1951 году открыт химико-биологический факультет, педагогический факультет реорганизован в самостоятельный институт. Постепенно открывались программы обучения иностранным языкам (1956), исполнительского искусства (1957), агротехники (1957), геологии (1958), механики и инженерии (1961).
В 1958 году факультет зоологии и ветеринарии стал самостоятельным учебным заведением под названием Аграрный университет Монголии. В 1961 году Медицинский факультет стал Медицинским Университетом Монголии. В 1969 году факультет техники и технологии стал Политехническим институтом Монголии (ныне Монгольский государственный университет техники и технологии). В 1979 году был создан факультет Гуманитарных и социальных наук.
В 2017 году Монгольский государственный университет награждён орденом Сухэ-Батора.

## Деятельность
Монгольский государственный университет имеет 8 факультетов: Школа искусств и наук, Школа прикладных наук и инженерии, Бизнес-школа, Юридический факультет, Школа международных отношений и государственной администрации, Орхонская школа, Школа «Завук», Подготовительное отделение.
Число студентов — 10600. Число магистров — 1600. Число аспирантов — 600.